# Walter Schlenkenbrock
Walter Schlenkenbrock (* 7. Mai 1925 in Hamborn; † 23. November 2015 in Düsseldorf) war ein deutscher Bankkaufmann und von 1970 bis 1990 Vorstandsvorsitzender der Deutschen Apotheker- und Ärztebank. Zudem wirkte er für verschiedene weitere medizinische Institutionen und war in verschiedenen Funktionen für den MSV Duisburg tätig.

## Hauptberufliches Wirken im Bankwesen
Schlenkenbrock studierte in Köln Wirtschafts- und Sozialwissenschaften und schloss daran von 1954 bis 1957 eine Ausbildung zum Bankangestellten an. Daraufhin wurde er von der Deutschen Apotheker- und Ärztebank eingestellt und wurde 1965 in deren Vorstand aufgenommen. 1970 wurde er an die Spitze dieses Gremiums gewählt und führte das Amt des Vorstandsvorsitzenden bis zu seiner Pensionierung im Jahr 1990 aus. Während und nach seiner langjährigen Tätigkeit für die Bank erhielt er zahlreiche Auszeichnungen und Ehrentitel und nahm neben seinem Hauptberuf verschiedene weitere Ämter wahr. In dieser Hinsicht war er Vorstandsvorsitzender der Deutschen Rheumahilfe, bei der es sich um den Förderverein der Deutschen Rheuma-Liga handelt, und gehörte als Ehrenvorsitzender dem Kuratorium der GASTRO-Liga an. Zudem übernahm er verantwortliche Positionen bei weiteren Stiftungen.
Er war Träger des Ehrenzeichens der deutschen Ärzteschaft und der Ehrennadel der Apotheker. Von staatlicher Seite wurden Schlenkenbrock der Verdienstorden des Landes Nordrhein-Westfalen sowie das Bundesverdienstkreuz in der 1. Klasse verliehen.

## Engagement beim MSV Duisburg
Neben seinem ehrenamtlichen Wirken im medizinischen Bereich war Schlenkenbrock auch langjährig als Funktionär für den Fußballverein MSV Duisburg tätig. In der Mitte der 1980er-Jahre war er beim damaligen Zweitligisten Vorsitzender des Verwaltungsrates. 1986 musste Duisburg den erstmaligen Abstieg in die drittklassige Oberliga Nordrhein hinnehmen, wodurch es im Verein zu erheblichen Umbesetzungen kam und zudem die finanzielle Neuordnung vorrangig war. Dabei spielte Schlenkenbrock als Vorsitzender des Wirtschaftsrates eine wichtige Rolle. Ab den 1990er-Jahren gehörte er dem Aufsichtsrat des MSV an und war auch langjährig dessen Vorsitzender. Im Juni 2013 schied der inzwischen 88-Jährige schließlich aus dem Gremium aus.
Der MSV Duisburg ehrte ihn für seine Verdienste mit der goldenen Ehrennadel sowie dem goldenen Ehrenring des Vereins. Überdies erhielt der Funktionär 1995 die Sportehrenplakette der Stadt. 2014 wurde er Ehrenmitglied des Vereins und im September dieses Jahres auch in den Ehrenrat des MSV aufgenommen. Schlenkenbrock starb im November 2015 im Alter von 90 Jahren in Düsseldorf.

## Ehrungen
- Ehrenzeichen der deutschen Ärzteschaft (2016)[10]
- Ehrennadel der deutschen Apotheker[10]
- Ehrennadel der deutschen Zahnärzteschaft in Gold[10]
- Ehrenreflexhammer des Marburger Bunds[10]
- Hartmann-Thieding-Plakette des Hartmannbunds[10]
- Bundesverdienstkreuz 1. Klasse (1975)[10]
- Großes Bundesverdienstkreuz (1985)
- Verdienstorden des Landes Nordrhein-Westfalen (2000)